# 유수지

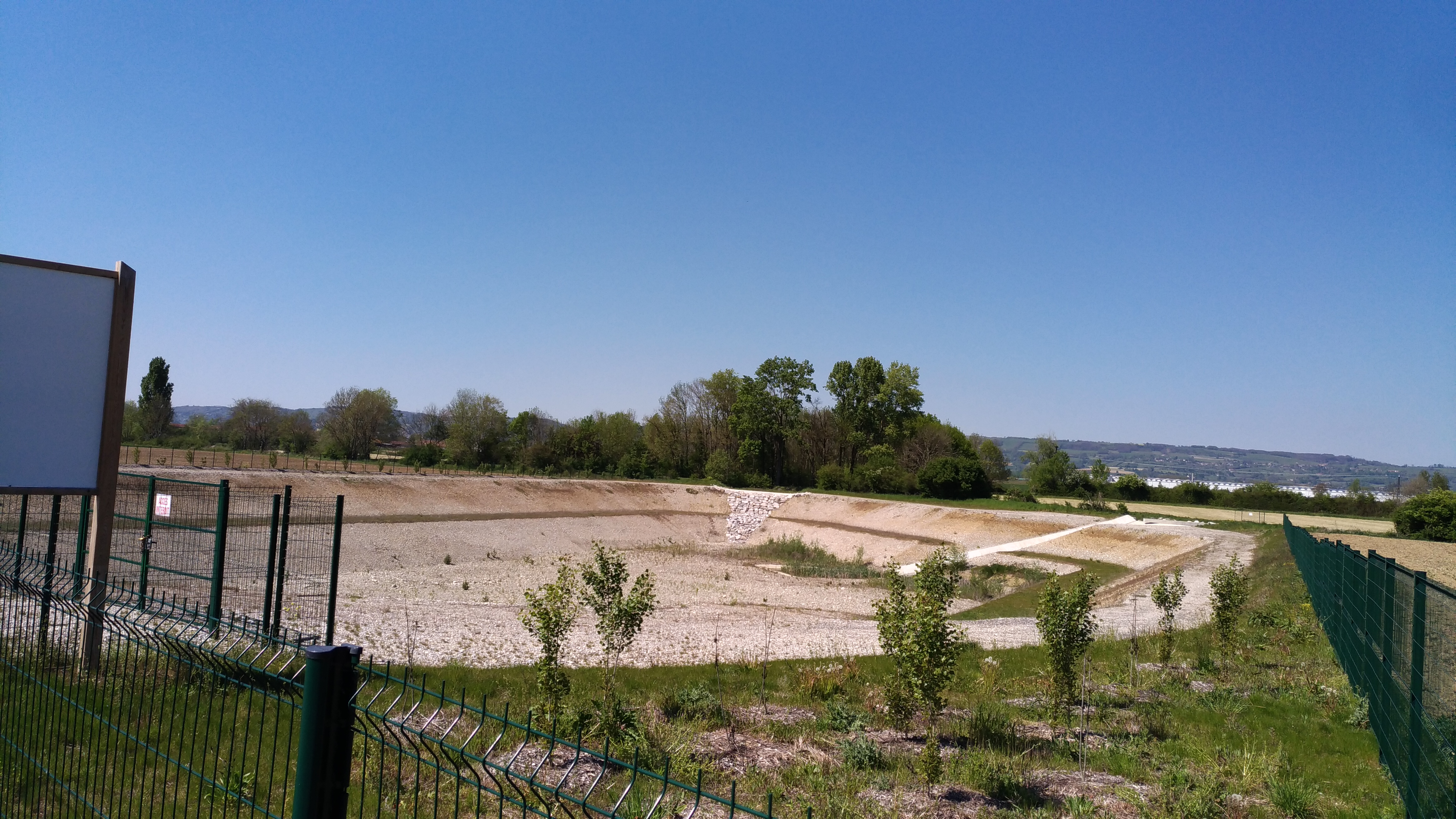

유수지(遊水池, 우수 조정지)는 장마, 호우 등으로 늘어난 우수 유출량을 임시로 저장하여 유량을 조정한 후 하수관거로 내보내는 침수 방지 시설이다. 배수에서 홍수 집수시간이 느리고 배수펌프장과 연결된 배수로로부터 양수에 필요한 홍수유입이 충분하지 않은 경우, 배수펌프 가동이 단속되는 것을 방지하기 위해 설치하는 저류지이다. 배수펌프장 시설용량과 배수로 통수량의 차이가 나는 것을 조절하는 역할을 한다.

## 유수지의 설계
- 배수 방식은 자연 유하식을 원칙으로 한다.
- 하수관거의 유하 능력이 부족한 곳에 설치한다.
- 하류 지역 배수 펌프 용량이 부족한 곳에 설치한다.
- 방류수로의 유하 능력이 부족한 곳에 설치한다.

## 유수지의 형태

### 댐식

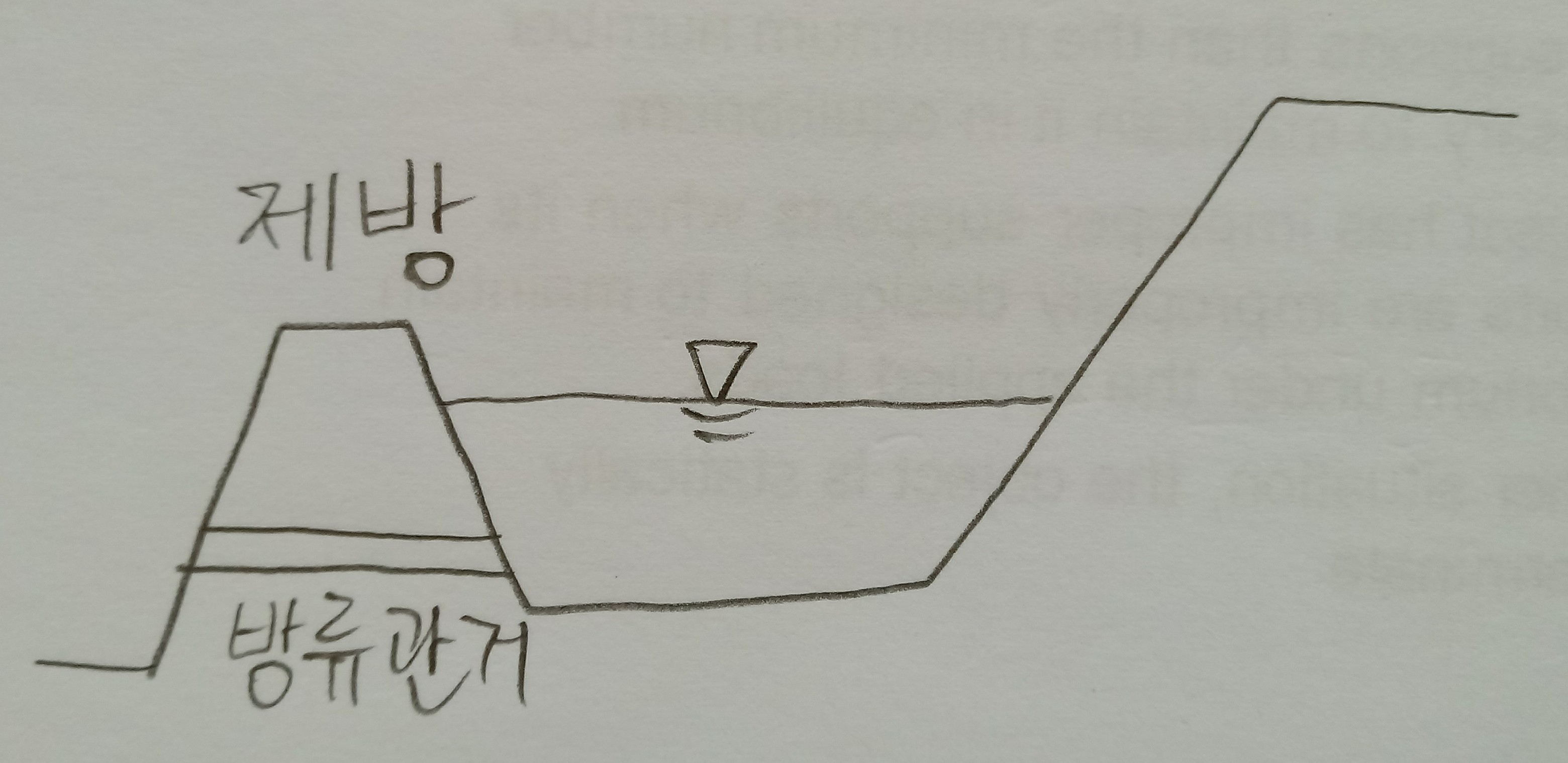
댐식 유수지

흙댐 또는 콘크리트 댐으로 유수지를 만드는 형식이다. 배수는 자연 유하식으로 한다.

### 굴착식

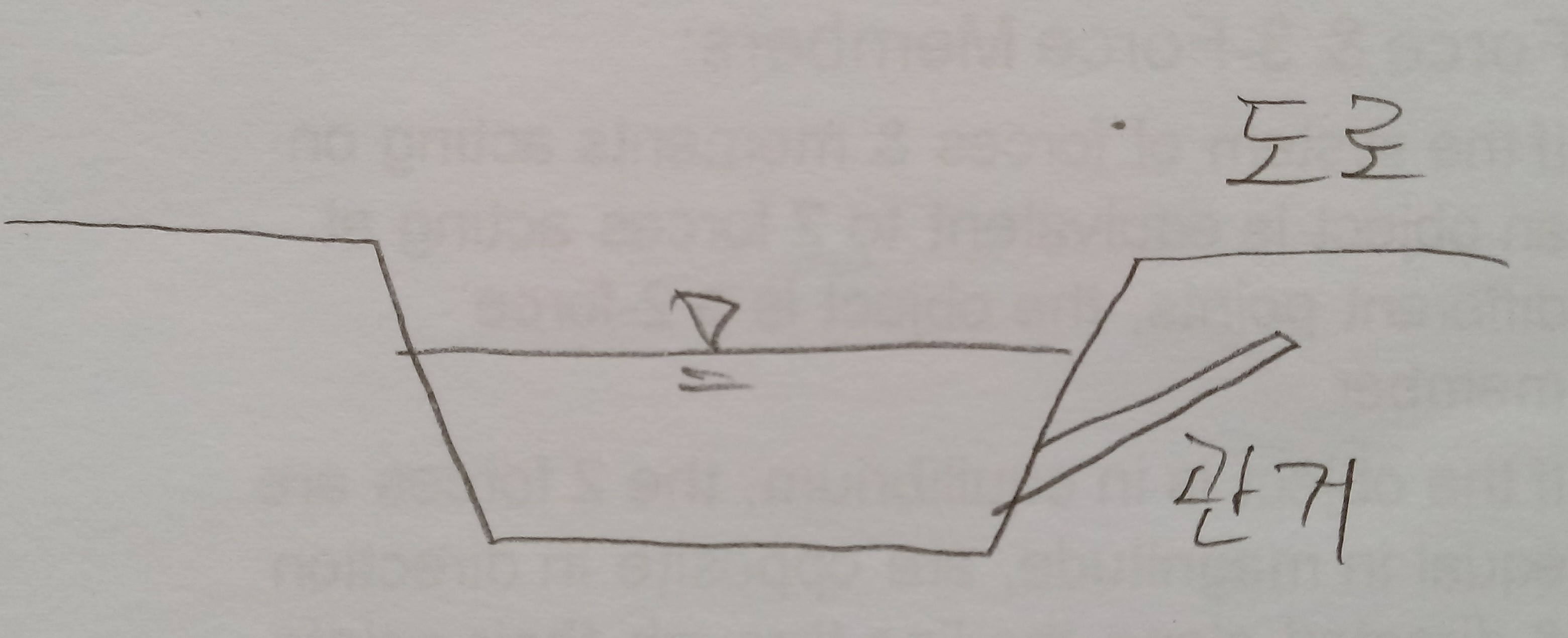
굴착식 유수지

평지를 굴착해서 유수지를 만드는 형식이다. 배수는 자연 유하식, 펌프식, 수문 조작으로 한다.

### 지하식
지하 관로, 저류 탱크를 통해 유수지를 구성하는 형식이다. 펌프식으로 배수한다.

## 같이 보기
- 저영향 개발
- 빗물 집수

## 참고 문헌
- 노재식 외 (2016). 《토목기사 대비 상하수도 공학》. 한솔아카데미. ISBN 979-11-5656-234-4.